# Incidenti della partita Dinamo-Stella Rossa del 1990
Gli incidenti della partita tra Dinamo Zagabria e Stella Rossa di Belgrado sono un episodio di guerriglia calcistica avvenuto il 13 maggio 1990 allo stadio Maksimir di Zagabria tra gli ultras della Dinamo Zagreb (BBB - Bad Blue Boys) e quelli della Stella Rossa Belgrado (Delije).

## Antefatti
I due club per anni erano stati ai vertici del campionato jugoslavo e molto spesso si contendevano il titolo. L'atteso incontro tuttavia non venne neanche giocato a causa dei disordini in atto sugli spalti. Gli scontri ebbero luogo in un momento cruciale per l'ex Jugoslavia: il 6 maggio 1990 si era infatti tenuto il secondo turno di elezioni in Croazia, con la vittoria dell'Unione Democratica Croata (HDZ) di Franjo Tuđman. Con questo esito la Slovenia e la Croazia, guidate da gruppi politici nuovi, erano saliti in testa al piano di riorganizzazione della Jugoslavia in una confederazione. Tale progetto aveva i suoi oppositori più accesi in Serbia e in particolare nel partito socialista di Milošević. I tumulti di Zagabria provocarono 60 feriti.

## Avvenimenti

### Prima della partita
Le due squadre (e le rispettive tifoserie) nutrivano una reciproca rivalità da sempre, ma ad essa si aggiunsero delle tensioni nazionali extracalcistiche. Prima della partita giunsero a Zagabria circa 3.000 Delije che all'epoca erano guidati da Željko Ražnatović (in seguito noto, con il nome di Arkan, come criminale di guerra e assassino alla guida di gruppi paramilitari durante il conflitto jugoslavo), il quale si disse entusiasta di essere presente alla gara. Allo stadio erano presenti complessivamente 15.000 - 20.000 spettatori. Alcune ore prima della partita si sono registrati numerosi atti vandalici da parte della tifoseria della Stella Rossa.

### Il conflitto
Lo scontro vero e proprio si verificò nello stadio Maksimir. I tifosi di Belgrado, isolati nel proprio settore, iniziarono a strappare cartelloni pubblicitari e a inveire contro la tifoseria avversaria con cori da stadio offensivi (Zagabria è Serbia, Uccideremo Tuđman) fino ad arrivare a vere e proprie aggressioni con coltelli e sedie. L’unica convergenza si raggiunse quando i padroni di casa alzarono al cielo un coro per offendere il presidente serbo Slobodan Milošević. I serbi si unirono. Questo fatto non deve sorprendere, gran parte del pubblico di fede bianco-rossa presente quel giorno si poneva su posizioni politiche tali per cui il comunista Milošević era un nemico al pari dei croati. La polizia, a maggioranza serba (e quindi tollerante verso i tifosi ospiti), caricò presto i tifosi della Dinamo, servendosi di manganelli e di gas lacrimogeni. Questi reagirono invadendo il terreno di gioco e raggiunsero gli ultrà serbi. La situazione precipitò e la polizia ordinò l'intervento dei reparti antisommossa, delle autoblindate e dei cannoni ad acqua. Gli scontri divampati dentro lo stadio si estesero anche fuori, per poi terminare dopo un'ora.

#### Boban e l'agente di polizia

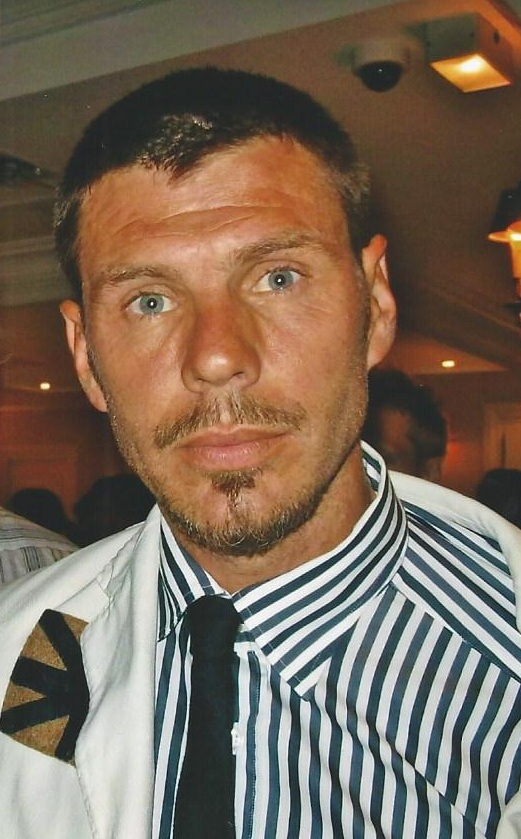
Zvonimir Boban nel 2008

Durante gli scontri alcuni giocatori della Dinamo rimasero feriti sul campo, mentre i calciatori della Stella Rossa riuscirono a rifugiarsi negli spogliatoi e a fuggire con un elicottero militare. Le riprese televisive rivelarono che, nel corso degli incidenti, il capitano della Dinamo Zagabria Zvonimir Boban sferrò un calcio a un agente di polizia che stava picchiando un sostenitore della sua squadra: pur venendo preso di mira, fu tratto in salvo da alcuni tifosi e dirigenti della Dinamo.
Il gesto ebbe una larga eco e Boban divenne per i croati una sorta di eroe nazionale, mentre i serbi lo bollarono come nazionalista. La Federcalcio jugoslava lo sospese per nove mesi e lo condannò a pagare le spese processuali.
Qualche anno più tardi l'agente aggredito (che risultò essere un musulmano bosniaco) perdonò pubblicamente il gesto di Boban. Commentando la propria reazione Boban dichiarò: "(...) posso solo dire che ho reagito a una grande ingiustizia, così chiara che uno (...) semplicemente non poteva rimanere indifferente e non reagire in nessun modo. (...) Ci furono sicuramente anche da parte mia abbastanza provocazioni, prima che l'agente di polizia mi colpisse e io gli restituissi il colpo (...)".

### Epilogo e conseguenze
Tale avvenimento fu in seguito indicato come il preludio alla guerra d'indipendenza croata nonché uno degli episodi più emblematici della fine della Jugoslavia.

## Episodio analogo
Poco più di un anno prima, il 22 marzo 1989, i tifosi della Dinamo Zagabria si scontrarono con i tifosi del Partizan Belgrado, in casa dei tifosi serbi. Anche in questo caso durante e dopo la partita vi furono scambi di insulti su temi politici, nonché lanci di sassi, autobus distrutti e cartelloni pubblicitari divelti. Si presume che gli scontri (che registrarono 7 feriti e 32 arresti) siano cominciati quando i tifosi della Dinamo spararono dei petardi per festeggiare la vittoria per 2-0. 